# Christopher Butterfield
Christopher Butterfield (* 17. November 1952 in Vancouver) ist ein kanadischer Komponist, Musikpädagoge, Performancekünstler und Rockgitarrist.
Butterfield wuchs in Halifax auf und erhielt von 1961 bis 1966 seine erste musikalische Ausbildung als Chorsänger am King’s College Cambridge unter David Willcocks. Von 1969 bis 1975 studierte er an der University of Victoria in British Columbia Komposition bei Rudolf Komorous, danach bis 1977 an der State University of New York at Stony Brook bei Bülent Arel. Er wirkte dann in Toronto als Installationskünstler (auch unter dem Pseudonym Isobel Foot) und spielte sieben Jahre Gitarre in einer Rockband.
Er unterrichtete 1979–80 am Visual Arts Department der Concordia University in Montreal und von 1986 bid 1989 an der School for the Contemporary Arts der Simon Fraser University in Vancouver. 1992 wurde er Professor für Komposition an der University of Victoria. Von 1999 bis 2002 war Composer in Residence des Victoria Symphony Orchestra. Die Bill T. Jones/Arnie Zane Dance Company tourte 1996–97 mit seiner Komposition von Kurt Schwitters’ Ursonate durch die USA und Europa. Beim Banff Summer Festival 1998 wurde seine Oper Zurich 1916 uraufgeführt. Die Uraufführung von Bill Colemans Tanzepos Convoy PQ17 mit seiner Musik fand 2001 in Sankt Petersburg statt, die Uraufführung seiner Komposition von Jacques Préverts Contes pour enfants pas sages beim Continuum Contemporary Music and Choir 21 in Toronto 2012. Im Jahr 2014 wurde sein Vibraphonkonzert von Rick Sacks und dem Aventa Ensemble uraufgeführt.

## Werke
- Dark Set (nach eigenem Text) für Stimme und fixed media, 1978
- Trotsky in Amherst (Text von Leo Trotzki) für Stimme, Cembalo, Transistorradio und fixed media, 1978
- My World as I Remember It, Part 1 (Outdoor-Installation) für Lautsprecher und fixed media, 1979
- She was beautiful II für Klavier, 1979
- Spring Fever für zwei Klaviere, 2 pianos, 1979
- My World as I Remember It, Part 3 (Installation mit Lautsprecher), 8-Millimeter-Film, 1980
- My World as I Remember It, Part 4 (Multimediawerk), 1980
- Killing off the Past, Performance-Stück, 1980
- Lecture (Performance-Stück) für Sprecher, Fagott, fixed media und Oszillatoren, 1982
- Music for Firing Squad (Performance-Stück) für elektronische Orgel und fixed media, 1983
- 20 Secrets (Multimedia-Werk)für Sprecher, fixed media und Film, 1983
- Five Songs (Texte von Rudolf Arnheim, Guy Debord, Thomas von Hartmann) für zwei Tenöre, Vibraphon und Bongos, 1983
- Dust Pastures (Ballett, Choreographie von Christine Chin), 1984
- Pillar of Snails  für Klavier, 1984–87
- Transparencies (Ballett, Choreographie von Grant Strate), 1986
- Project for an Opera of the Twentieth Century: something that happened once and it is very interesting (Libretto von John Bentley Mays), 1986–93
  - Incipit
  - Act I, Scenes 1–2
  - Fragment
- Homework (Klanginstallation, Choreographie von Lin Snelling), 1987
- Music for Klein and Beuys, für Melodica, Bassflöte, Harfe, Banjo, Violine, Kontrabass und Perkussion, 1987
- Eating and Sleeping für Flöte und Horn, 1987
- Flamingo Limo für Barockflöte und Vibraphon, 1988
- Intertête (Ballett, Choreographie von Benoît Lachambre), 1988
- the vacant goddess (Music zur Bilder-Oper von Thom Sokoloski), 1989
- Garden Truck with option für Barockflöte, Barockvioline, Gambe, verstärktes Clavichord und Perkussion, 1989
- from Orpheus (Text von John Bentley Mays) für Tenor, Bass und Klavier, 1989
- Jappements à la lune (Text von Claude Gauvreau) für Mezzosopran und neun Spieler, 1990
- The Mechanics of Desire, für Piccoloflöte, Fagott, zwei Hörner, drei Violinen und Cello, 1990
- Primal Union of the Philosophical Infant with the Maternal Breast and Womb für Klarinette und Trompete, 1990
- The Dumbfounding (Ballett, Text von T. S. Eliot, Choreographie von Jennifer Mascall), 1990
- The Light at the End of the Tunnel May Be the Other Train Coming towards You (Ballett, Choreographie von Jennifer Mascall), 1990
- Superjack (Ballett, Choreographie von Benoît Lachambre), 1990
- The Inner Sea (Multimediawerk, Choreographie von Benoît Lachambre), 1990
- Lullaby für zwei Violinen, zwei Violen und zwei Celli, 1991
- Beuys the wounded Stuka pilot für Okarina, Klarinette, Trompete, Hurdy-Gurdy, Toy Piano und Schilforgel, 1991
- Empress of Russia für Klarinette, Trompete, Kontrabass, Klavier und zwei Perkussionisten, 1991
- Catalogue für Flöte, Oboe, Klarinette, Horn und Fagott, 1991
- Arrangement of Morden für Klarinette, Trompete, Kontrabass, Klavier, Vibraphon und Marimba, 1992
- beach whistle (drowning in the sea of love) für Cello, 1993
- Quintet/Dear Stalin für Tuba, Gitarre, Klavier, Akkordeon und Perkussion, 1994
- Incessant (Ballett, Choreographie von Jennifer Mascall), 1994
- Souvenir für Piccolo- und Altflöte, Klarinette und Bassklarinette, Forn, Violine, Viola, Cello, Kontrabass, Klavier und Perkussion, 1995
- Souvenir für Klavier, 1995
- Sonata für Klavier, 1995
- For Linda C. Smith für Klavier, 1995
- Philadelphia für Gitarre, Kontrabass und Harmonium, 1996
- Crusader für Piccoloflöte, Oboe, Klarinette, Violine, Cello, Kontrabass und Klavier, 1996
- computer felicity church für Bassklarinette, Violine, Cello und Klavier, 1996
- Philadelphia für Gitarre, Violine, Kontrabass und Harmonium, 1997
- prayer/valve für Harfe, Viola und Darabukka, 1997
- Quick thinking about the movement of trains für Horn, Trompete, Posaune, Bassposaune, Ondes Martenot und Perkussion, 1999
- Clinamen für Violine, 1999
- Four Short Pieces for Violin and Piano, 1999
- belladonna from maccabaeus canoe für Orchester, 1999
- Monument for Cage für Orchester, 2000
- Praeludium e Fantasia sul B. A. C. H. für Klarinette, Violine, Viola und Klavier, 2000